# Campeonato Mundial de Esgrima de 2023
El LXXXIII Campeonato Mundial de Esgrima se celebró en Milán (Italia) entre el 22 y el 30 de julio de 2023 bajo la organización de la Federación Internacional de Esgrima (FIE) y la Federación Italiana de Esgrima.
Las competiciones se realizaron en el Centro de Conferencias de la ciudad italiana.

## Calendario
| ● | Clasificación |  | Finales |

| Julio de 2023       | Julio de 2023       | Sáb 22 | Dom 23 | Lun 24 | Mar 25 | Mié 26 | Jue 27 | Vie 28 | Sáb 29 | Dom 30 | Total |
| ------------------- | ------------------- | ------ | ------ | ------ | ------ | ------ | ------ | ------ | ------ | ------ | ----- |
| Florete individual  | Florete individual  |        | F      | M      |        | F      | M      |        |        |        | 2     |
| Espada individual   | Espada individual   | F      | M      |        | F      | M      |        |        |        |        | 2     |
| Sable individual    | Sable individual    | M      |        | F      | M      |        | F      |        |        |        | 2     |
| Florete por equipos | Florete por equipos |        |        |        |        |        |        |        | F      | M      | 2     |
| Espada por equipos  | Espada por equipos  |        |        |        |        |        |        | F      | M      |        | 2     |
| Sable por equipos   | Sable por equipos   |        |        |        |        |        |        | M      |        | F      | 2     |
| Finales por día     | Finales por día     | 0      | 0      | 0      | 2      | 2      | 2      | 2      | 2      | 2      | 12    |

## Medallistas

### Masculino
| Evento                      | Oro                                                                                    | Plata                                                                    | Bronce                                                                           |
| --------------------------- | -------------------------------------------------------------------------------------- | ------------------------------------------------------------------------ | -------------------------------------------------------------------------------- |
| Florete individual (27.07)  | Tommaso Marini · Italia                                                                | Nick Itkin Estados Unidos                                                | Kyosuke Matsuyama Japón Enzo Lefort Francia                                      |
| Florete por equipos (30.07) | Kazuki Iimura Kyosuke Matsuyama Takahiro Shikine Kenta Suzumura (R) Japón              | Chen Haiwei Mo Ziwei Xu Jie Wu Bin (R) China                             | Cheung Ka Long Choi Chun Yin Yeung Chi Ka Leung Chin Yu (R) Hong Kong            |
| Espada individual (26.07)   | Máté Koch · Hungría                                                                    | Davide Di Veroli · Italia                                                | Romain Cannone · Francia · Ruslan Kurbanov · Kazajistán                          |
| Espada por equipos (29.07)  | Gabriele Cimini · Andrea Santarelli · Davide Di Veroli · Federico Vismara (R) · Italia | Alexandre Bardenet Yannick Borel Romain Cannone Gaëtan Billa (R) Francia | Francisco Limardo · Rubén Limardo · Grabiel Lugo · Jesús Limardo (R) · Venezuela |
| Sable individual (25.07)    | Eli Dershwitz Estados Unidos                                                           | Sandro Bazadze Georgia                                                   | Ziad El-Sisy · Egipto · Áron Szilágyi · Hungría                                  |
| Sable por equipos (28.07)   | Csanád Gémesi · András Szatmári · Áron Szilágyi · Tamás Decsi (R) · Hungría            | Gu Bon-Gil Kim Jun-Ho Oh Sang-Uk Ha Han-Sol (R) Corea del Sur            | Eli Dershwitz Colin Heathcock Mitchell Saron Andrew Doddo (R) Estados Unidos     |

### Femenino
| Evento                      | Oro | Plata                                                                               | Bronce                                                              |
| --------------------------- | --- | ----------------------------------------------------------------------------------- | ------------------------------------------------------------------- |
| Florete individual (26.07)  | Alice Volpi · Italia                                                                                      | Arianna Errigo · Italia                                                             | Martina Favaretto · Italia · Lee Kiefer · Estados Unidos            |
| Florete por equipos (29.07) | Arianna Errigo · Martina Favaretto · Alice Volpi · Francesca Palumbo (R) · Italia                         | Morgane Patru Pauline Ranvier Ysaora Thibus Solène Butruille (R) Francia            | Sera Azuma Karin Miyawaki Yuka Ueno Komaki Kikuchi (R) Japón        |
| Espada individual (25.07)   | Marie-Florence Candassamy Francia                                                                         | Alberta Santuccio · Italia                                                          | Mara Navarria · Italia · Sun Yiwen · China                          |
| Espada por equipos (28.07)  | Renata Knapik-Miazga · Martyna Swatowska-Wenglarczyk · Ewa Trzebińska · Magdalena Pawłowska (R) · Polonia | Rossella Fiamingo · Mara Navarria · Alberta Santuccio · Federica Isola (R) · Italia | Choi In-Jeong Kang Young-Mi Song Se-Ra Lee Hye-In (R) Corea del Sur |
| Sable individual (27.07)    | Misaki Emura Japón                                                                                        | Déspina Yeoryadu · Grecia                                                           | Theodora Guntura · Grecia · Yoana Ilieva · Bulgaria                 |
| Sable por equipos (30.07)   | Katinka Battai · Liza Pusztai · Luca Szűcs · Anna Márton (R) · Hungría                                    | Manon Apithy-Brunet Sara Balzer Caroline Quéroli Margaux Rifkiss (R) Francia        | Jeon Eun-Hye Jeon Ha-Young Yoon Ji-Su Choi Se-Bin (R) Corea del Sur |

## Medallero
| Núm. | País           | Oro | Plata | Bronce | Total |
| ---- | -------------- | --- | ----- | ------ | ----- |
| 1    | Italia         | 4   | 4     | 2      | 10    |
| 2    | Hungría        | 3   | 0     | 1      | 4     |
| 3    | Japón          | 2   | 0     | 2      | 4     |
| 4    | Francia        | 1   | 3     | 2      | 6     |
| 5    | Estados Unidos | 1   | 1     | 2      | 4     |
| 6    | Polonia        | 1   | 0     | 0      | 1     |
| 7    | Corea del Sur  | 0   | 1     | 2      | 3     |
| 8    | China          | 0   | 1     | 1      | 2     |
| 8    | Grecia         | 0   | 1     | 1      | 2     |
| 10   | Georgia        | 0   | 1     | 0      | 1     |
| 11   | Bulgaria       | 0   | 0     | 1      | 1     |
| 11   | Egipto         | 0   | 0     | 1      | 1     |
| 11   | Hong Kong      | 0   | 0     | 1      | 1     |
| 11   | Kazajistán     | 0   | 0     | 1      | 1     |
| 11   | Venezuela      | 0   | 0     | 1      | 1     |
|      | TOTAL          | 12  | 12    | 18     | 42    |